# Киома Вилеџ
Киома Вилеџ (енгл. Keomah Village) град је у америчкој савезној држави Ајова. По попису становништва из 2010. у њему је живело 84 становника.

## Демографија
Према попису становништва из 2010. у граду је живело 84 становника, што је -13 (-13.4%) становника више него 2000. године.
| Група             | 2000.      | 2010.      |
| Белци             | 95 (97,9%) | 81 (96,4%) |
| Афроамериканци    | 0 (0,0%)   | 0 (0,0%)   |
| Азијати           | 1 (1,0%)   | 0 (0,0%)   |
| Хиспаноамериканци | 0 (0,0%)   | 3 (3,6%)   |
| Укупно            | 97         | 84         |